# Justin Whalin
Justin Garrett Whalin é um ator americano e vencedor do Emmy. Seu trabalho mais conhecido é o de Jimmy Olsen da série Lois & Clark: As Novas Aventuras do Superman. E além de protagonizar o terceiro filme de uma série de enorme sucesso em "O Brinquedo Assassino 3"

## Principais trabalhos
- Nota 12 Em Confusão: O Cruzeiro Dos Loucos (Dorm Daze 2) - 2006
- Final Encounter (Final Encounter) - 2005
- Blood Of The Beasts (Blood Of The Beasts) - 2005
- Dungeons & Dragons - A Aventura Começa Agora (Dungeons and Dragons) - 2001
- Academy Boyz (Academy Boyz) - 1997
- Lois & Clark: As Novas Aventuras do Superman (4ª Temporada) - 1996
- Susie Q (Susie Q) - 1996
- Lois & Clark: As Novas Aventuras do Superman (3ª Temporada) - 1995
- Mamãe É De Morte (Serial Mom) - 1994
- Lois & Clark: As Novas Aventuras do Superman (2ª Tamporada) - 1994

- Brinquedo Assassino 3 (Child's Play 3) - 1991
- Dirty Harry Na Lista Negra (The Dead Pool) - 1988